# Károlyi Zsuzsanna
Károlyi Zsuzsanna (1585 – Kolozsvár, 1622. május 13.) Bethlen Gábor erdélyi fejedelem első felesége. Magyarország választott királynéja (electa regina Hungariae); 1620–1621). A végrendeletében így címezi önmagát: „Én Károlyi Susánna Isten kegyelmességiből Magyarországnak megválasztott királyné asszonya, Erdélyországnak fejedelemasszonya etc.” Húga, Károlyi Katalin Bethlen István erdélyi fejedelem második felesége és Rhédey Ferenc erdélyi fejedelem anyja volt.

## Élete
Nagybirtokos család sarja, Károlyi László és Szinyi Klára árvaságra jutott leánya. Bethlen Gáborral eredetileg 1605. április 24-re tűzték ki az esküvőjüket, de a vőlegény hadi elfoglaltságai miatt a menyegzőt csak augusztusban tartották meg Bocskai István fejedelem jelenlétében Szatmáron.
A mélyen vallásos, puritán lelkületű asszony jó társa és segítője volt férjének; nem csak a magángazdaságuk ügyeit intézte, hanem a kincstári ügyekben is intézkedett. Fennmaradt például a szepesi kamarához írott levele, amelyben a kassai nyomdászmester fizetéséről intézkedett. A politikai ügyekbe is beavatkozott: amikor a fejedelem foglyul ejtette Zichy Pált, és nagy összegű váltságdíjat kért szabadon bocsátásáért, Károlyi Zsuzsanna közbenjárására mérsékelte követelését. Férjével együtt támogatta a református diákok németországi egyetemekre küldését. 1621-ben tevékeny szerepet játszott a morvaországi anabaptisták (habánok) Erdélybe telepítésében.
1622-ben még megérte férje diadalmas visszaérkezését Kolozsvárra a három évig tartó Habsburg-ellenes hadjáratból, de akkor már súlyosan beteg volt. Betegsége alatt Bethlen Gábor számtalan jelét adta törődésének, többek között még politikai ellenfelének, Pázmány Péternek is levelet írt valami medicamentumokért. A fejedelemasszonyt országos gyász és hatalmas pompa mellett temették el a  gyulafehérvári székesegyházban; a szertartássorozat több mint egy hónapig tartott.
Férjéhez írott levelei értékes művelődéstörténeti dokumentumok. Levelezésük gyengéd érzelmekről tanúskodik: Bethlen „Édes Susá”-nak és „szerelmes 
szívemnek” szólította.

## Gyermekei
- Férjétől, Bethlen Gábor (1580–1629) erdélyi fejedelemtől és választott magyar királytól, legalább 3 gyermeke született, de mind fiatalon elhunyt:[10]
  - Gábor
  - Mihály
  - N. (leány)
  - ?[11]